# Eduardo White
Eduardo White, född 21 november 1963 i Quelimane, död 24 augusti 2014 i Moçambique, var författare och poet. Hans mor kom från Lissabon och hans far var engelsman. White var medlem av Associação dos Escritores Moçambicanos (AEMO) och var med och grundade tidskriften Charrua.

## Verk
- 1984 – Amar sobre o Índico, (AEMO)
- 1987 – Homoine, (AEMO)
- 1990 – “País de Mim, (AEMO)
- 1992 – Poemas da Ciência de Voar e da Engenharia de Ser Ave
- 1996 – Os Materiais de Amor Seguido de O Desafio à Tristeza
- 1999 – Janela para Oriente
- 2001 – Dormir com Deus e um Navio na Língua; bilingue português/inglês;
- 2002 – As Falas do Escorpião (roman)
- 2004 – O Homem a Sombra e a Flor e Algumas Cartas do Interior
- 2004 – O Manual das Mãos
- 2007 – Até Amanhã Coração
- 2009 – Dos Limões Amarelos do Falo, às Laranjas Vermelhas da Vulva
- 2011 – Nudos, Antologia da sua obra poética
- 2010-2012 – O Libreto da Miséria

## Priser och utmärkelser
- 1995 – Prémio Nacional de Poesia, (Nationella poesipriset).
- 2001 – Prémio Consagração Rui de Noronha,(Rui de Noronha-priset).
- 2004 – Grande Prémio de Literatura José Craveirinha, (José Craveirinha-priset).
- 2004 – Prémio TVZine para Literatura, (TVZine-priset för litteratur).
- 2009 – Prémio Corres da Escrita Corres skrivarpris).